# 長坂研介
長坂 研介（ながさか けんすけ、1870年10月18日（明治3年10月4日） - 1927年（昭和2年）4月27日）は、日本の陸軍軍人。最終階級は陸軍中将。

## 経歴
宮崎県出身。1891年（明治24年）7月、陸軍士官学校（2期）を卒業。翌年3月、歩兵少尉任官。1901年（明治34年）11月、陸軍大学校（15期）を卒業。のち陸軍省軍務局に配属。1908年（明治41年）12月、東京衛戍総督部参謀となる。
1912年（明治45年）2月、歩兵大佐に昇進し歩兵第50連隊長に就任。1913年（大正2年）8月、第17師団参謀長に異動し、1914年（大正3年）8月、軍務局歩兵課長に着任。1916年（大正5年）8月、陸軍少将に進級し歩兵第18旅団長となる。
1918年（大正7年）10月、第7師団司令部付となり、第16師団留守司令官を経て、1920年（大正9年）8月、憲兵司令官に就任。1921年（大正10年）6月、陸軍中将に進み、1922年（大正11年）2月、第2師団長に親補された。1926年（大正15年）3月に待命、そして予備役に編入された。

## 栄典
位階
- 1892年（明治25年）7月6日 - 正八位[1]
- 1895年（明治28年）2月28日 - 従七位[2]
- 1898年（明治31年）12月22日 - 正七位[3]
- 1916年（大正5年）9月11日 - 正五位[4]
- 1921年（大正10年）7月11日 - 従四位[5]